# Zabłocie (powiat bolesławiecki)
Zabłocie (dawniej niem. Thiergarten) – wieś w Polsce położona w województwie dolnośląskim, w powiecie bolesławieckim, w gminie Nowogrodziec.

## Położenie
Zabłocie to niewielka wieś o rozproszonej zabudowie leżąca na północno-zachodnim krańcu Niecki Lwóweckiej, na wysokości około 190 m n.p.m.

## Podział administracyjny
W latach 1975–1998 miejscowość należała administracyjnie do województwa jeleniogórskiego.

## Historia
Zabłocie to bardzo stara osada, która nigdy nie rozwinęła się. Miejscowość istniała już w XIII wieku, w 1765 roku mieszkało tu 6 zagrodników, 7 chałupników i rzemieślnik. W 1786 roku wieś nieco się rozwinęła, był w niej folwark, a mieszkało 12 zagrodników i chałupnik. Żywszy rozwój Zabłocia nastąpił dopiero z początkiem XIX wieku, w 1824 roku było tu: 58 domów, dwór, folwark, torfiarnia i szkoła. W 1840 roku liczba domów wzrosła do 61, poza tym w miejscowości były: dwór z folwarkiem, szkoła ewangelicka, 2 gospody i 6 rzemieślników. We wsi trzymano 450 merynosów i 150 sztuk bydła, a przy dworze działała duża torfiarnia. W 1878 roku wzniesiono tu nową szkołę. W czasie II wojny światowej został zniszczony dwór.

Po 1945 roku Zabłocie pozostało małą wsią rolniczą, w 1978 roku było tu 18 gospodarstw rolnych, w 1988 roku ich liczba wzrosła do 40. W latach 80. i 90. zaczęto tu wznosić nowe domy, zbudowano też kościół pw. św. Jana Chrzciciela.